# Cohicillos
Cohicillos es en la actualidad un lugar geográfico e histórico formado por las localidades de San Miguel y Corral, en una zona de relieve accidentado perteneciente al ayuntamiento de Cartes (Cantabria, España). Históricamente constituyó un Concejo propio durante mucho tiempo, englobando también los pueblos de Yermo y Riocorvo, y dependiente de otros ayuntamientos, por ejemplo del de Viérnoles a finales del siglo XVIII.

## Patrimonio
Es famosa la Romería montañesa, celebrada cada 16 de septiembre, con motivo de la festividad de San Cipriano, en una ermita levantada en el siglo XVIII en un paraje natural del término, concretamente en la pradera del Alto San Cipriano. 
Igualmente destacan, además de varias casas blasonadas (siglo XVIII) situadas en los pueblos citados de San Miguel y Corral, los molinos La Flor y Mollejones y las ferrerías El Malicioso y Puente Pedriz, que pertenecieron a la Casa de la Vega, cuya sede era Torrelavega.